# Пшеница эфиопская
Пшеница эфиопская (лат. Triticum aethiopicum) — вид пшеницы семейства Злаки, или Мятликовые (Poaceae). 
Один из тетраплоидных видов голозёрной пшеницы, входит в секцию Dicoccoides, тесно связан с видом Triticum durum (пшеницей твёрдой), но занимает особое место среди тетраплоидных видов, поскольку является единственным видом из твёрдых пшениц, имеющим сорта с пурпурной окраской зёрен. У других тетраплоидных видов пшеницы безостые формы либо неизвестны, либо возникли в результате гибридизации с Triticum aestivum (мягкой пшеницей).
Невысокое травянистое растение, достигает 60—100 см в высоту (примерно в полтора раза ниже других твёрдых средиземноморских пшениц), характеризуется слабой кустистостью. Побеги опушены, имеют окраску фиолетового цвета.
Злак известен только в культуре, традиционно возделывается в горных районах Эфиопии и на юге Аравийского полуострова на территории Йемена. Выращивается в качестве зернового растения, используется для выработки муки и хлеба, идёт главным образом в пищу.

## Таксономия
Triticum aethiopicum Jakubz., Селекция и семеноводство. 5: 46. 1947. Труды по прикладной ботанике, генетике и селекции 1: 28. 1948.
Некоторые источники рассматривают данный вид как синоним подвида пшеницы английской — Triticum turgidum L. subsp. durum (Desf.) Husn., Graminées: 80. 1899., однако по другим источникам этот подвид является только синонимом Triticum durum Desf.

### Синонимы
- Triticum diversiflorum Steud., Syn. Pl. Glumac.[исп.] 1: 342. 1854.
- Triticum diversifolium Steud., Syn. Pl. Glumac. 1: 342. 1854.
- Triticum recognitum Steud., Syn. Pl. Glumac. 1: 342. 1854.
- Triticum turgidum Steud., Syn. Pl. Glumac. 1: 342. 1854.
- Triticum venulosum Hochst. ex Steud., Syn. Pl. Glumac. 1: 342. 1854.
- Triticum compactum var. compressum Körn., Handb. Getried. 1: 55. 1885.
- Triticum compactum var. copticum Körn., Handb. Getried. 1: 55. 1885.
- Triticum compactum var. recognitum (Steud.) Körn., Handb. Getried. 1: 55. 1885.
- Triticum durum var. arraseita Hochst. ex Körn., Handb. Getried. 1: 70. 1885.
- Triticum durum var. schimperi Körn., Handb. Getried. 1: 71. 1885.
- Triticum dicoccon var. arraseita (Hochst. ex Körn.) Percival, Wheat Pl. 195. 1921.
- Triticum dicoccon var. schimperi (Körn.) Percival, Wheat Pl. 196. 1921.
- Triticum durum subsp. abyssinicum Vavilov, Trudy Prikl. Bot. Suppl. 51: 26. 1931.
- Triticum abyssinicum Flaksb., Key True Cereals ed. 4 : 92. 1931.
- Triticum turgidum subsp. abyssinicum Vavilov, Theor. Basis Pl. Breed. 2: 8 1935.
- Gigachilon aethiopicum (Jakubz.) Á.Löve, Feddes Repert. 95: 497. 1984.